# Wang Lin (Wang Shun)

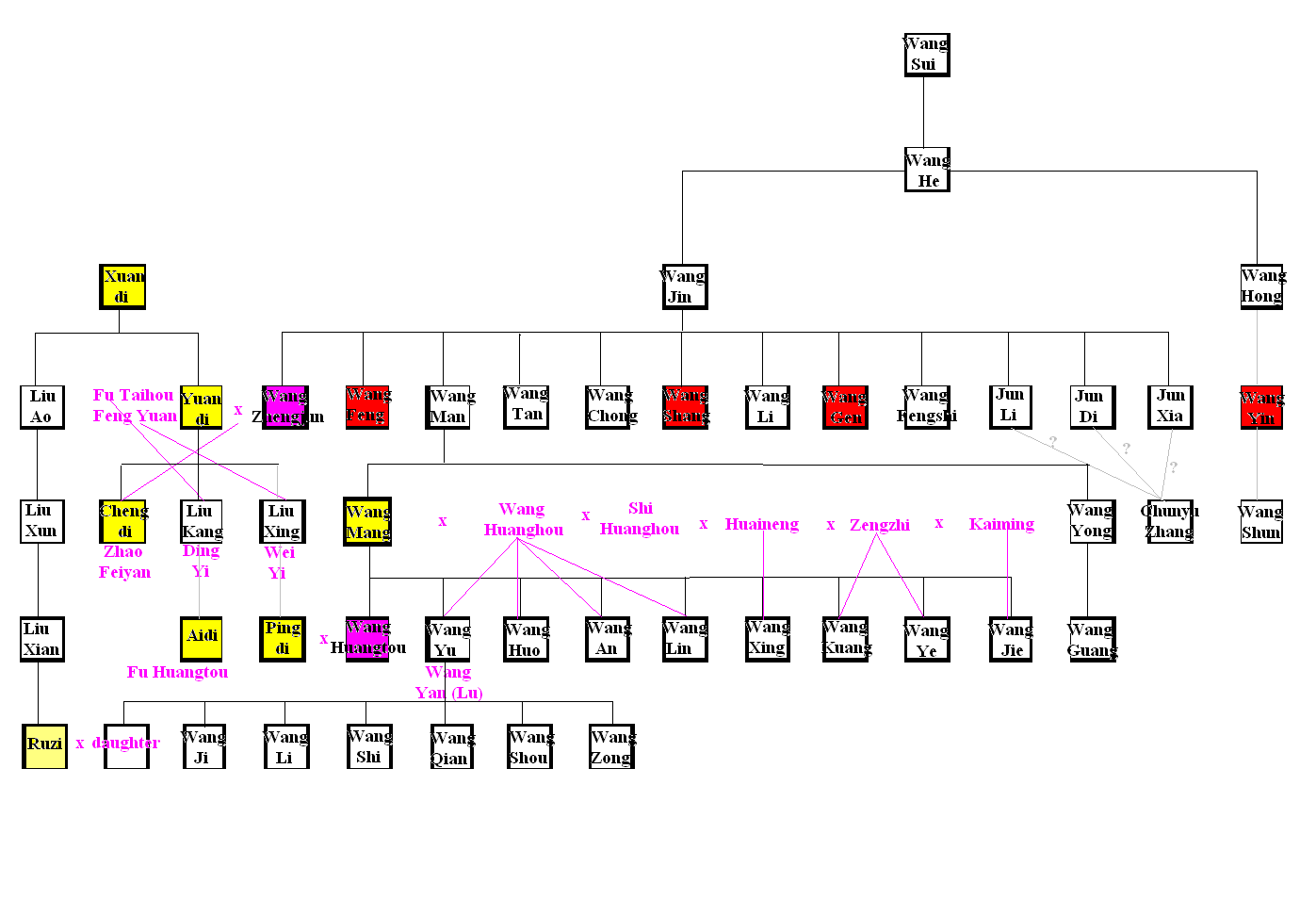
Stamboom van de familie Wang

Wang Lin (†23? na Chr.) was een Chinese generaal in dienst van keizer Wang Mang. Zijn vader was Wang Shun, een van de trouwste bondgenoten van zijn achterneef Wang Mang. Net als zijn broers Wang Yan en Wang Kuang behoorde Wang Lin zo tot de familie die aan het einde van de Westelijke Han-dynastie en onder de Xin-dynastie de feitelijke politieke macht bezat.
Als beloning voor de trouw die Wang Shun in de voorafgaande jaren aan Wang Mang had betoond, werden zijn drie zonen in 6 na Chr. in de adelstand verheven. Wang Lin werd benoemd tot 'Markies van Yuede' (說德侯, Yuede hou).
Volgens de Britse sinoloog Michael Loewe (*1922) is deze Wang Lin mogelijk dezelfde Wang Lin die in juan 99 van Hanshu als een neef van Wang Mang wordt opgevoerd. Deze Wang Lin was Shizhong (侍中), 'Generaal van de Cavalerie' (驃騎將軍, Piaoji Jiangjun) en 'Markies van Tongyue' (同說侯, Tongyue hou) toen hij in 21 opdracht kreeg om het begrafeniskleed dat Wang Mang voor zijn overleden vierde zoon Wang Lin (王臨, dezelfde naam, maar ander karakter voor zijn persoonsnaam!), had bestemd op te halen. In 22 werd deze Wang Lin benoemd tot 'Generaal ter verdediging' (衛將軍, Wei Jiangjun) en kreeg in 23 opdracht de hoofdstad Chang'an te verdedigen. Nadat hij zich had overgegeven, werd hij in opdracht van de Gengshi-keizer (更始帝, r. 23-25) terechtgesteld.